# Stade Carlos-Tartiere (2000)
Ne doit pas être confondu avec Stade Carlos Tartiere (1932).
Le stade Carlos Tartiere (en espagnol : Estadio Carlos Tartiere) est un stade de football situé à Oviedo, dans la principauté des Asturies, en Espagne. 
C'est le domicile du Real Oviedo. Le stade a une capacité de 30 500 places.

## Galerie

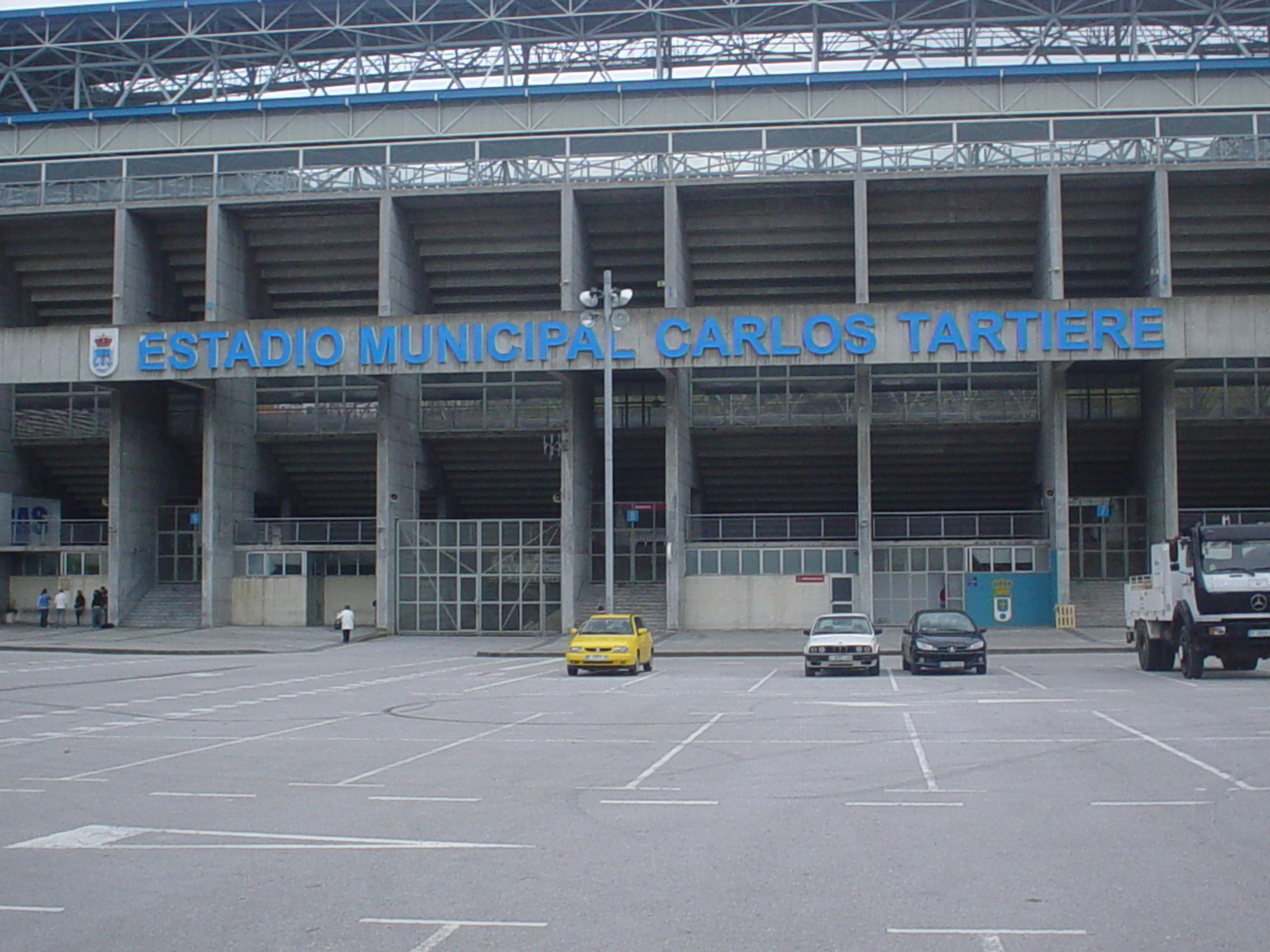